# Leif Hermansson
Leif Eric Hermansson, född den 10 mars 1953 i Åbo Finland, är en svensk budo-ka, instruktör sedan 1970 med japanska hederstitlarna soke och hanshi. Han flyttade till Sverige 1978 och är numera bosatt i Åkersberga där han driver sitt kampsportcenter Kaizenkan Bujutsu Academy.

## Graderingar
Leif Hermansson graderades 2012 till 10 dan hanshi i karatejutsu och Ryūkyū kobujutsu av stormästaren Hokama Tetsuhiro i Okinawa.
Till Okinawa i Japan åker Hermansson två gånger om året, varje år, för träning och så har han gjort sedan 1979. Han har fram till 2022 hunnit göra 53 träningsresor till Japan. Därtill har han graderats av stormästaren Hamamoto Hisao från Okinawa inom Mugairyu iaido samt Hachimanryu battōjutsu till titeln Okuden (en äldre term) Shihan, samt innehar graden 5 dan i (ZNKR, Zen Nihon Kendo Renmei ) iaidō av EKF (European Karate Federation) sedan 2002. Han har svart bälte i 8 olika kampsporter, däribland Judo, Jujitsu, Jodo och även Kickboxning.

## Kampsportskarriär
Hermansson har tränat budō sedan 1963 och sedan drygt 40 år oftast i Japan och Okinawa. Han har undervisat i 23 länder på seminarium och träningsläger och har elever i 8 länder som han instruerar regelbundet. I Finland hann han med att starta tre karateklubbar innan han flyttade till Sverige där han startat 13 klubbar på olika orter.
Han har suttit i styrelsen för Finska Karateförbundet och i Sverige som styrelseledamot och ordförande i bland annat Södermanlands Budoförbund, Svenska Kendoförbundet och Svenska Budoförbundet.
2006 blev Hermansson Sveriges förste kampsportinstruktör att klara den högre tränarutbildningen till elitidrottsinstruktör från Elitidrottens Utvecklingscentrum på Bosöns Idrottshögskola i samarbete med Sisu, Riksidrottsförbundet och Sveriges Olympiska Kommitté.
1998 var Hermansson med och anordnade europeiska mästerskapen i BJJ.

### Utmärkelser
2004 valdes han in i International Ryukyu Karate Research Society Hall of fame på ett lifetime Achievement-pris.

### Publikationer
2013 gav Hermansson tillsammans med Andreas Quast ut boken Okinawa Kobudo - Volume I & Volume II.

## Politisk karriär
Hermansson är även fritidspolitiker för SD där han suttit som ledamot i kommunfullmäktige i Österåker mandatperioden 2018–2022, i Kultur- och Fritidsnämnden 2019–2022, och som ledamot i ett av kommunens fastighetsbolag 2019–2022.
Han sitter som nämndeman vid Attunda Tingsrätt sedan 2019 och omvaldes i kommunfullmäktige samt i Kultur- och Fritidsnämnden i Österåker även mandatperioden 2022–2026.